# イデル川
イデル川（イデルがわ、Идэр голイデル・ゴル） とは、モンゴル国北部のフブスグル県・ザブハン県を流れる河川で、デルゲル川と同じくセレンガ川の源流の一つである。ハンガイ山脈より流れ出て、トムルブラグ・ソムでデルゲル川と合流しセレンガ川となる。一年の内、170-180日ほどは凍結する。

## 概要
フブスグル県ジャルガラントには1940年代に木製の橋が架けられており、ガルトにはコンクリート製の橋が架かっている。
清代には伊弟爾河と音写されていた。清朝が北モンゴルを支配下に置くと、流域はサイン・ノヤン部右末旗などの遊牧地とされた。